# Řád cti (Rusko)
Řád cti (rusky Орден Почёта) je státní vyznamenání Ruské federace založené roku 1994. Udílen je občanům Ruské federace i cizím státním příslušníkům za vysoké výsledky ve státní, průmyslové, výzkumné, sociokulturní a charitativní oblasti, které umožnily výrazné zlepšení životních podmínek lidí v Rusku.

## Historie
Řád byl založen dekretem prezidenta Ruské federace Borise Jelcina č. 442 ze dne 2. března 1994. Reformován byl dekretem prezidenta Ruské federace č. 19 ze dne 6. ledna 1999. Udílí se občanům Ruska za vysoké výsledky ve státní, průmyslové, výzkumné, sociokulturní a charitativní oblasti, které umožnily výrazné zlepšení životních podmínek lidí. Udílen je i za zásluhy ve školení vysoce kvalifikovaného personálu, vzdělávání mládeže a udržování práva a pořádku. Může být udělen i cizincům. Dne 12. dubna 2012 byl změněn status řádu s tím, že byla přidána podmínka, aby občan Ruské federace nominovaný na toto vyznamenání byl již držitelem jiného státního vyznamenání Ruské federace.
Jako první tento řád získali sportovci a trenéři za své výsledky na XVII. zimních olympijských hrách v roce 1994.
Toto vyznamenání může být uděleno i organizacím, získalo jej například dne 15. dubna 1996 Moskevské divadlo Sovremennik.
Řád cti se nosí nalevo na hrudi. V přítomnosti dalších ruských vyznamenání se nachází za Řádem Pirogova.

## Pravidla udílení

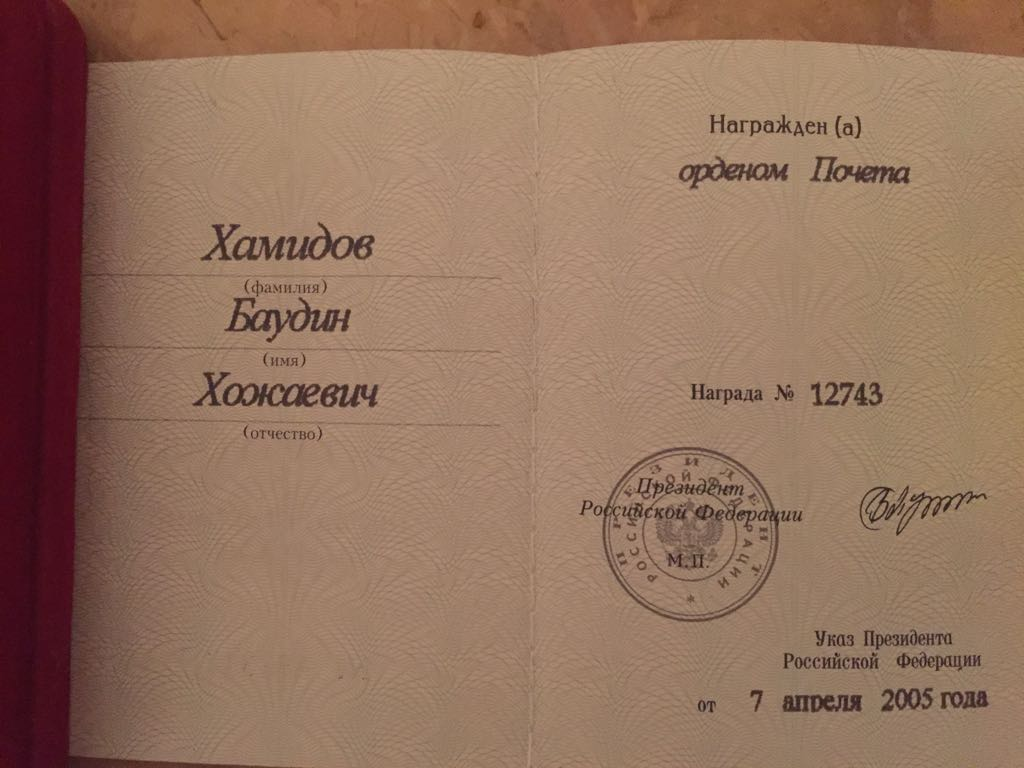
Osvědčení o udělení vyznamenání

Řád je udílen za vynikající výsledky ve výrobě a ekonomice, v průmyslu, stavebnictví, zemědělství, komunikacích, energetice a dopravě a za zavádění inovativních technologií ve výrobním procesu a za výrazné zvyšování úrovně sociálněekonomického rozvoje Ruska. Udělen může být i za výsledky dosažené při modernizaci ruského zdravotního systému zaměřené na výrazné zlepšení kvality poskytovaných lékařských služeb, jakož i za rozvoj a šíření moderních a inovativních metod diagnostiky a léčby nemocí. Dále může být udělen za úspěchy ve vědeckém výzkumu či za služby zlepšující ruský vzdělávací systém se zaměřením na výrazné zlepšení kvality výuky, vzdělávacího systému specialistů pro ruskou ekonomiku a na rostoucí mezinárodní prestiž ruských vzdělávacích institucích. Udílen je i za významný přínos k podpoře, zachování a rozvoji ruské kultury, umění, historie a ruského jazyka spojený se zvyšováním úrovně kulturního a humanitního rozvoje občanského a vlasteneckého vzdělávání mladé generace, stejně jako za velmi plodnou charitativní činnosti a veřejné komunitní aktivity. Udílen je i za zásluhy při propagaci a podpoře sportu mládeže i profesionálního sportu, které výrazně zvyšují úroveň fyzické aktivity a vedou Rusko na pozici světového lídra v individuálním sportu.
Řád může být udělen i cizím státním příslušníkům, kteří vykonali vynikající službu za účelem zlepšení bilaterálních vztahů s Ruskem.

## Insignie
Řádový odznak je vyroben ze stříbra. Má tvar osmicípé modře smaltované hvězdy. Uprostřed je bíle smaltovaný kulatý medailon. V medailonu je státní znak Ruské federace lemovaný vavřínovým věncem. Průměr odznaku je 42 mm. Zadní strana je hladká, bez smaltu. Ve spodní části je vyraženo sériové číslo.
Medaile je připojena pomocí jednoduchého kroužku ke kovové destičce ve tvaru pětiúhelníku potažené hedvábnou stuhou z moaré. Stuha je modrá s bílým proužkem. Stuha je široká 24 mm, bílý proužek je široký 2,5 mm a nachází se 5 mm od pravého okraje stužky.